# Duale Hochschule Baden-Württemberg Mosbach

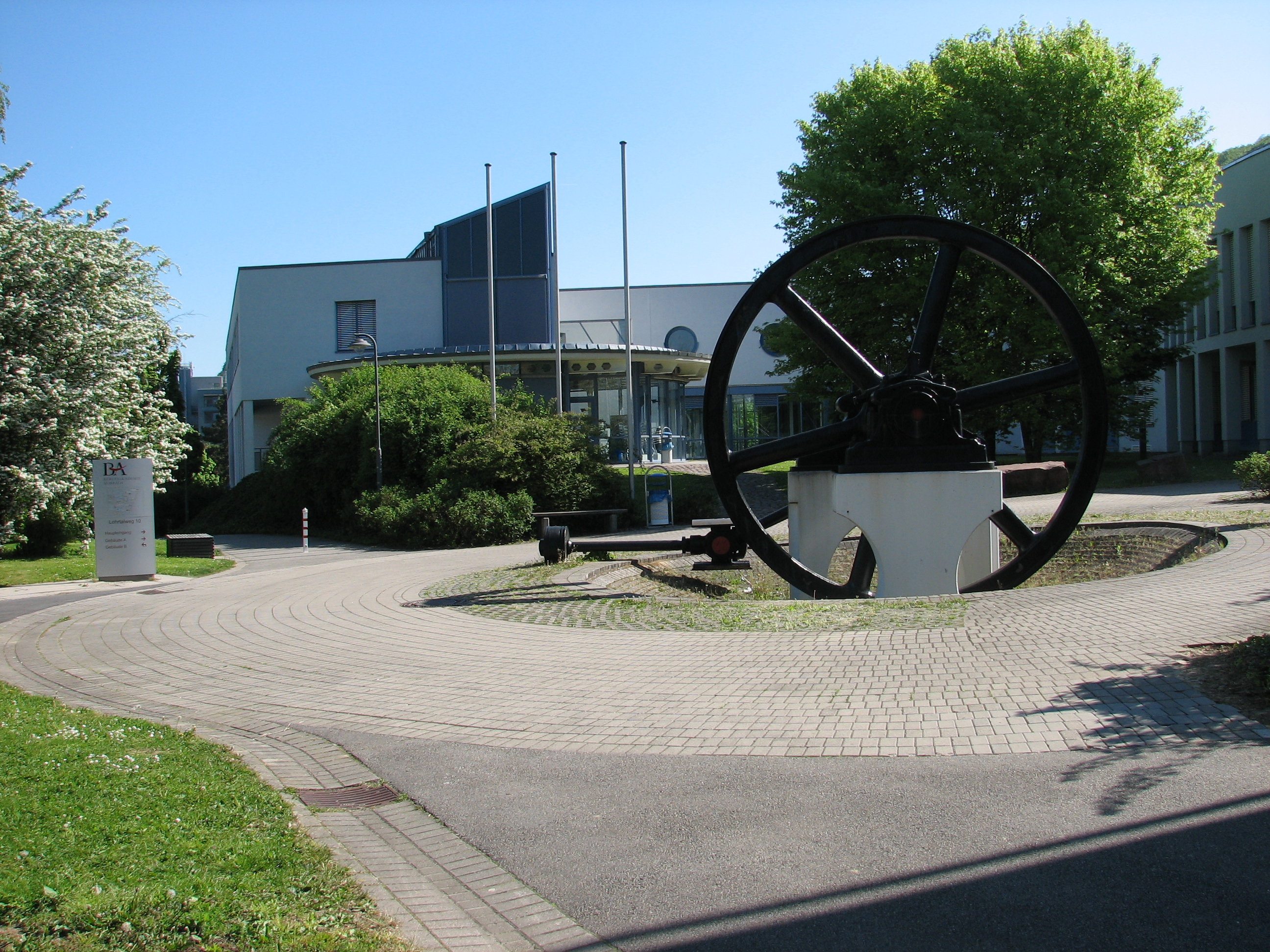
Am Haupteingang

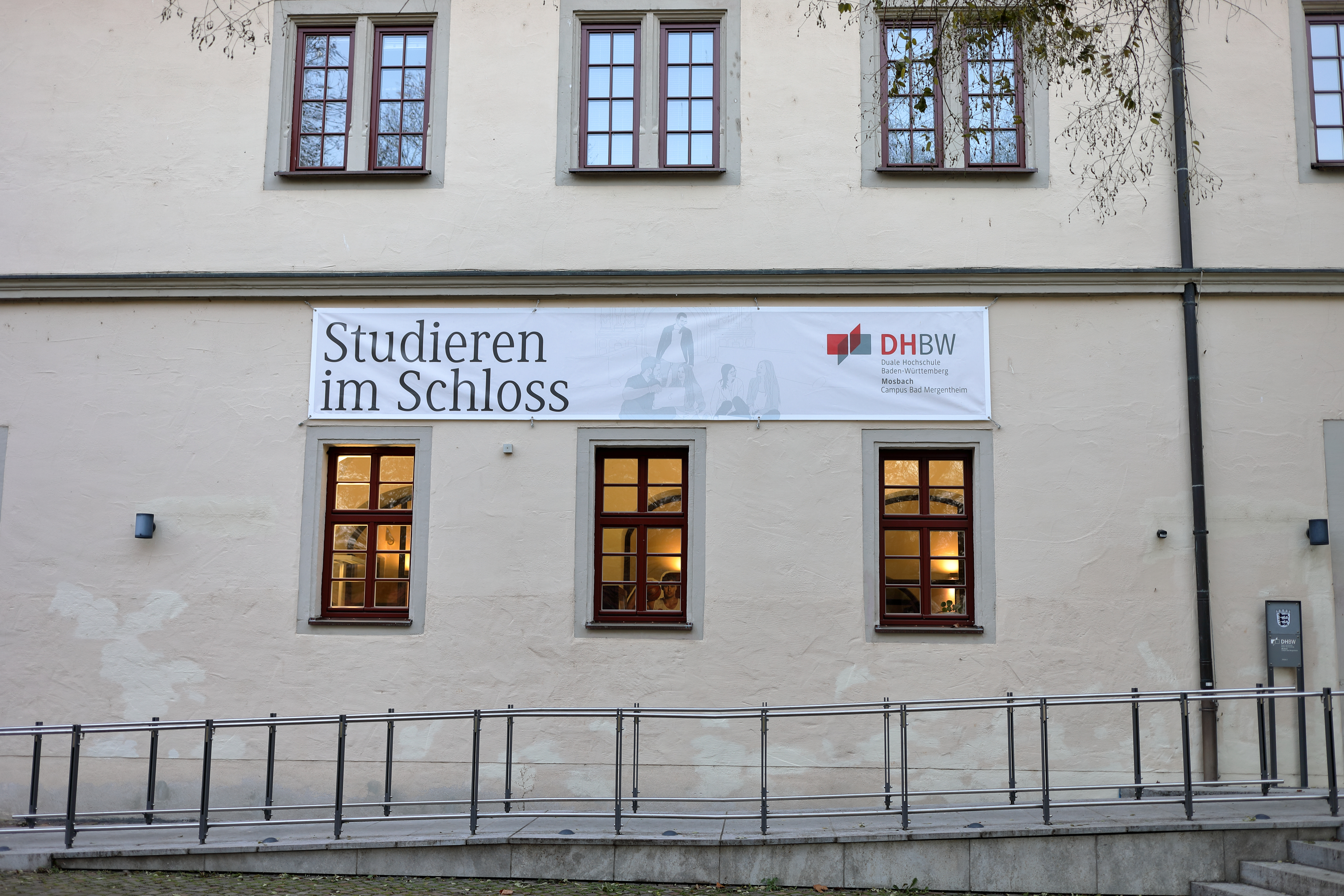
Das Motto der DHBW-Außenstelle Bad Mergentheim

Die Duale Hochschule Baden-Württemberg Mosbach (englisch Baden Wuerttemberg Cooperative State University Mosbach) ist eine Studienakademie der Dualen Hochschule Baden-Württemberg.

## Geschichte
Die Duale Hochschule Baden-Württemberg Mosbach wurde 1980 als Außenstelle der Berufsakademie Mannheim gegründet und nahm ihren Betrieb mit 18 Studierenden der Fachrichtung Industrie auf. Seit 1984 war sie ein eigenständiger Standort der staatlichen Berufsakademie Baden-Württemberg. Das Qualitätsmanagement der Berufsakademie Mosbach wurde 2001 als erste staatliche Einrichtung im Hochschulbereich in der Bundesrepublik Deutschland nach der Norm ISO 9001:2000 zertifiziert. Im Jahr 2002 wurde eine Außenstelle in Bad Mergentheim eröffnet; seit dem 1. März 2009 ist die DHBW Mosbach mit ihrem Campus in Bad Mergentheim Teil der neu gegründeten Dualen Hochschule Baden-Württemberg.
Im Jahr 2010 wurde mit Unterstützung der Dieter-Schwarz-Stiftung eine weitere Außenstelle der DHBW Mosbach in Heilbronn gegründet, die zum 1. Juli 2014 als Duale Hochschule Baden-Württemberg Heilbronn ein eigenständiger Standort der DHBW wurde.
Seit 2025 ist Elke Heizmann Rektorin der Studienakademie. Frau Kim Linsenmeyer leitet die Außenstelle Bad Mergentheim.

## Lage
Mosbach ist Teil des Neckar-Odenwald-Kreises und befindet sich im nördlichen Baden-Württemberg. Bad Mergentheim liegt etwa 60 km westlich im Main-Tauber-Kreis.

## Campus
In Mosbach bilden mehrere Gebäude zwischen Lohrtalweg und Bussestraße den Kern des Campus. Erkennungszeichen ist das Schwungrad vor dem Haupteingang. Bibliothek und Mensa befinden sich unweit in einem Gebäudekomplex, der an das Mosbacher Krankenhaus angrenzt. Außerdem werden Gebäude auf dem Areal der Johannes-Diakonie sowie im Oberen Mühlenweg und in der Arnold-Janssen-Straße genutzt.
Der Campus Bad Mergentheim befindet sich größtenteils in den Gebäuden des dortigen Residenzschlosses. Weitere Flächen werden im sog. Mittelstandstransferzentrum genutzt.

## Studium
Die Duale Hochschule Baden-Württemberg Mosbach bietet im Bachelorbereich ein duales Studium an, das aus einem akademischen Studium sowie einem Praxisteil, der in einem externen Unternehmen (Dualer Partner) stattfindet, besteht. Die Theorie- und Praxisphasen wechseln im Rhythmus von ca. drei Monaten. Die Bewerber schließen einen dreijährigen Studienvertrag mit dem Dualen Partnerunternehmen ab, bei dem die Hälfte der Studienzeit stattfindet. Die Studierenden sind gleichzeitig Angestellte ihres Unternehmens und erhalten während des gesamten Studiums eine monatliche Vergütung. Daran beteiligen sich zurzeit mehr als 1.100 Unternehmen.
Neben dem Bachelorstudium bietet die Duale Hochschule Baden-Württemberg praxisintegrierende Masterprogramme an.
Die Duale Hochschule Baden-Württemberg Mosbach unterhält neben dem Hauptcampus in Mosbach eine weitere Zweigstelle im Schloss von Bad Mergentheim. Dort werden die betriebswirtschaftlichen Studiengänge International Business und Gesundheitsmanagement sowie der technische Studiengang Wirtschaftsingenieurwesen unterrichtet.
Die Hochschule hat 3.183 Studierende (davon 489 am Standort Bad Mergentheim) und 261 Mitarbeiter, davon 83 Professoren. Hinzu kommen ca. 1.000 nebenamtliche Dozenten aus der Wirtschaft und von anderen Hochschulen.

## Studierendenvertretung
Von den Studierenden wird jährlich auf Bereichsversammlungen die Studierendenvertretung gewählt. Die Studierendenvertretung ist selbstorganisiert und Herausgeber einer eigenen App. Zusätzlich werden die jährlichen Abschlussbälle von Studierenden selbst organisiert. Die Verfasste Studierendenschaft (DHBW) vertritt die Studierenden der Dualen Hochschule Baden-Württemberg standortübergreifend.

## Studiengänge
An der Dualen Hochschule Mosbach mit dem Campus Bad Mergentheim werden auf dem Bachelorlevel folgende Studiengänge (teilweise mit Studienrichtungen bzw. Studienschwerpunkten) angeboten:

### Fakultät Technik
- Angewandte Informatik
- Bauingenieurwesen
  - Fassadentechnik
  - Öffentliches Bauen
  - Projektmanagement (Schwerpunkte Hochbau, Tiefbau oder Holzbau)
- Elektrotechnik (möglicher Schwerpunkt: Infotronik)
- Holztechnik
  - Holztechnik
  - Holz- und Kunststofftechnik
  - Wirtschaftsingenieurwesen Holztechnik
- Maschinenbau
  - Konstruktion und Entwicklung
  - Kunststofftechnik
  - Lebensmitteltechnik
  - Verfahrenstechnik
  - Virtual Engineering
- Mechatronik
- Mechatronik – Elektromobilität
- Wirtschaftsingenieurwesen
  - Innovations- und Produktmanagement
  - Internationale Produktion und Logistik
  - Internationales Technisches Projektmanagement
  - Internationales Technisches Vertriebsmanagement
  - Service Engineering

### Fakultät Wirtschaft
- BWL – Bank
- BWL – Gesundheitsmanagement
- BWL – Handel
  - Agrarwirtschaft
  - Branchenhandel Bau, Haustechnik, Elektro
  - Branchenhandel Wohnen
  - Controlling
  - Holzwirtschaft
  - Internationaler Handel
  - Internationaler technischer Handel
  - BWL-Handel-Technischer Handel
  - Management im Garten- und Landschaftsbau
  - Marketing
  - Warenwirtschaft und Logistik
- BWL – Industrie
- BWL-International Business
- Medien – Onlinemedien
- Rechnungswesen Steuern Wirtschaftsrecht – Betriebswirtschaftliche Steuerlehre, Unternehmensrechnung und Finanzen
- Wirtschaftsinformatik

## Partnerunternehmen
Die Partnerunternehmen, in denen die Studierenden den unternehmenspraktischen Teil ihrer Ausbildung absolvieren, stammen aus viele verschiedenen Branchen. Einige lassen sich der mittelständischen Industrie zurechnen, unter anderem Wittenstein, Mosca, AZO, Ziehl-Abegg, EBM-Pabst, MPDV, Würth-Gruppe, Bosch. Hinzu kommen Handelsunternehmen wie Schwarz-Gruppe, Aldi und Norma sowie zahlreiche Bauunternehmen, Banken (darunter die Deutsche Bundesbank), Krankenkassen und Kommunen. Mehrere duale Partner zählen zu den Hidden Champions.

## Stiftung
Mehrere Partnerunternehmen engagieren sich seit 2000 in der Stiftung Pro DHBW Mosbach e. V. bzw. bis 2009 in ihrer Vorläuferin der Stiftung Pro Berufsakademie Mosbach e. V. Diese fördert zahlreiche Maßnahmen und Veranstaltungen der Hochschule, vor allem hinsichtlich Lehre, Internationalisierung und Hochschulmarketing.